# Kia Retona
Kia Retona — внедорожник от Kia Motors. Являлся гражданской версией военного южнокорейского джипа Kia KM420. Создан на шасси Kia Sportage первого поколения. Колёсная формула — 4×4. Тип кузова — трёхдверный хетчбэк. Масса — 1510 кг.
Двигатель дизельный, двухлитровый, мощностью 61 кВт (83 л. с.).
Производился в 1999—2003 годах. Автомобиль первоначально продавался на некоторых рынках как «Asia Retona».Главными конкурентами на европейском рынке были Suzuki Jimny, Lada Niva и SsangYong Korando.